# يوحانان
يوحانان أو يورام وفي ترجمات أخرى يوآش (بالعبرية: יוֹאָשׁ‏)، كان رابع رؤساء كهنة هيكل سليمان. وهو ابن عزريا الكاهن الأعظم الثاني للهيكل. ذكر يوسيفوس فلافيوس أنه بعد وفاة عزريا أصبح ابنه «يورام» رئيس الكهنة الجديد.